# برنامه‌ریزی پخش همگانی
برنامه‌ریزی پخش همگانی روشی برای سازماندهی یا مرتب‌سازی (برنامه‌ریزی) پخش‌همگانی رسانه، معمولاً رادیو و تلویزیون، در یک برنامه روزانه، هفتگی، ماهانه، فصلی است. مجری مسئول انتخاب برنامه‌ها و برنامه‌ریزی برنامه‌ها در برخی موارد مدیر برنامه‌نویسی شبکه است.
پخش همگانی مدرن از اتوماسیون پخش همگانی برای تغییر منظم برنامه زمانبندی برنامه‌های خود با هدف جلب مخاطب برای نمایش‌های جدید، حفظ مخاطبان یا رقابت با برنامه‌های دیگر پخش کنندگان همگانی استفاده می‌شوند. بیشتر برنامه‌های تلویزیونی به‌صورت هفتگی در زمان اصلی یا روزانه در سایر بخشهای روز ارائه می‌شوند، اگرچه استثنائات نادر نیستند.
در سطح خرد، زمانبندی به‌صورت برنامه‌ریزی دقیقه ای انجام می‌شود؛ اینکه چه برنامه‌ای و در چه زمانی پخش شود، و اینکه اطمینان از استفاده کافی یا حداکثری از زمان پخش ایجاد شود. استراتژی‌های برنامه‌ریزی در تلویزیون برای ایجاد بهترین شانس ممکن برای جذب و حفظ مخاطب استفاده می‌شوند. این استراتژی‌ها برای ارائه نمایش به مخاطبان دقیقاً هنگامی که بیشتر تمایل به تماشای آن را دارد به کار می‌روند. همچنین زمانی مخاطبان در اختیار تبلیغ کنندگان قراد می‌گیرند که این تبلیغات در ترکیبی ارائه شوند که بیشترین اثرگذاری را ایجاد کنند.